# Provincia di Samar
Samar (già Samar Occidentale o Western Samar) è una provincia delle Filippine nella regione di Visayas Orientale. Il suo capoluogo è Catbalogan e la sua città maggiore è Calbayog.

## Storia
Con il Republic Act No. 4221 del 19 giugno 1965 l'isola di Samar venne divisa in 3 province: Samar Settentrionale, Samar Orientale e Samar Occidentale. Quest'ultima ha poi assunto semplicemente il nome di Samar, sebbene talvolta venga ancora chiamata con il vecchio nome che, in effetti, permette di individuarla senza dover precisare che ci si sta riferendo alla provincia e non all'isola.

## Geografia fisica

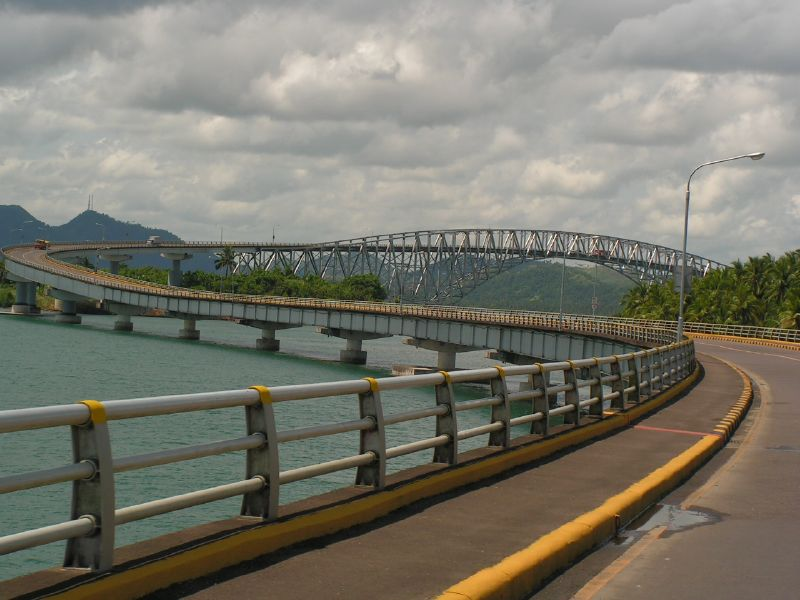
Il ponte di San Juanico

Samar occupa la parte occidentale dell'isola di Samar, mentre la parte settentrionale è occupata da Samar Settentrionale e quella orientale da Samar Orientale. La parte meridionale dell'isola è divisa tra quest'ultima provincia e Samar, che ad ovest si affaccia sul golfo di Leyte. La restante parte costiera, più a nord, è rivolta sempre verso l'isola di Leyte e dà sul Mare di Samar, all'interno dell'arcipelago delle Visayas.
Samar è separata dall'isola di Leyte dallo stretto di San Juanico. Il ponte di San Juanico collega la sponda sulla provincia di Samar, con quella sulla provincia di Leyte, distanti 2 km.
Il territorio è molto vario con prevalenza di aree collinari, solcate da un gran numero di corsi d'acqua che nascono nella zona montuosa occidentale.

## Geografia antropica

### Suddivisioni amministrative
Samar è composta da una città componente e 25 municipalità.

#### Città
- Calbayog

#### Municipalità
| - Almagro - Basey - Calbiga - Catbalogan - Daram - Gandara - Hinabangan - Jiabong - Marabut - Matuguinao - Motiong - Pagsanghan - Paranas | - Pinabacdao - San Jorge - San Jose de Buan - San Sebastian - Santa Margarita - Santa Rita - Santo Niño - Tagapul-an - Talalora - Tarangnan - Villareal - Zumarraga |